# De Geheimen van de Valkenhorst
De Geheimen van de Valkenhorst is een Nederlandse film uit 1952 van P.R. Sasse van IJsselt in zwart-wit. De film is gebaseerd op het boek De Vreemde Hopman van Arie van der Lugt. De film ging in première op 28 juni 1952 in de stad Utrecht en omgeving, bij succes zou de film landelijk worden uitgebracht.